# 악양중학교
악양중학교(岳陽中學校)는 대한민국 경상남도 하동군 악양면 신흥리에 있는 공립 중학교이다.

## 학교 연혁
- 1955년 6월 20일 : 악양중학교 6학급 인가
- 1979년 2월 19일 : 학칙 변경 (18학급 인가)
- 2003년 3월 1일 : 학칙 변경 (3학급 인가)
- 2023년 2월 9일 : 제66회 졸업생 12명(총 졸업생수 7,445명)
- 2023년 3월 1일 : 제27대 김재영 교장 부임
- 2023년 3월 2일 : 2023학년도 신입생 13명 입학(남 4명, 여 9명)
- 2023년 12월 29일 : 제67회 졸업생 17명(총 졸업생수 7,462명)
- 2024년 3월 1일 : 2024학년도 신입생 9명 입학(남 8명, 여1명)

## 참고 자료
- 악양중학교 - 한국교육학술정보원 학교알리미